# Brucea antidysenterica
A falsa-angustura (Brucea antidysenterica) é um arbusto ou pequena árvore originária da África tropical utilizada na medicina tradicional para tratar a disenteria. Daí deriva o seu nome científico. As suas folhas e sementes também apresentam alguma atividade contra a leishmaniose.